# Bachia pyburni
Espèce
Bachia pyburni est une espèce de sauriens de la famille des Gymnophthalmidae.

## Répartition
Cette espèce se rencontre dans le bassin du Río Negro en Colombie et au Venezuela.

## Étymologie
Cette espèce est nommée en l'honneur de William Frank Pyburn.

## Publication originale
- Kizirian & McDiarmid, 1998 : A new species of Bachia (Squamata: Gymnophthalmidae) with plesiomorphic limb morphology. Herpetologica, vol. 54, no 2, p. 245-253.